# عندق شوكي الذيل
عندق شوكي الذيل (الاسم العلمي: Nemipterus furcosus) (بالإنجليزية: Fork-tailed threadfin bream)‏ هو نوع من الأسماك يتبع جنس العندق من فصيلة العندقات.